# 홍병철
홍병철(洪炳喆, 1929년 2월 27일~2008년 2월 18일)은 대한민국의 정치인이다. 제8·9대 국회의원을 지냈다.

## 학력
- 제주농업고등학교 졸업
- 한양대학교 공업경영학과 졸업
- 서울대학교 행정대학원 행정학과 석사과정 수료 (석사)
- 미국 국제경제전문학교 수료

## 경력
- FBIㆍCIA 특수교육 수료
- 대통령경호실 기획처장
- 민주공화당 제주지구당위원장
- 민주공화당 농수산분과위원장
- 제주개발문제연구소이사장

## 역대 선거 결과
|  | 69.50% |

|  | 35.84% |